# Rue Braconnot
La rue Braconnot est une voie de la commune française de Nancy, dans le département de Meurthe-et-Moselle, en région Lorraine.

## Situation et accès
La rue Braconnot est sise à la lisière septentrionale de la Vieille-ville de Nancy, à proximité de la porte de la Craffe. La voie appartient administrativement au quartier Ville-Vieille - Léopold, pour le côté pair de la rue, et au quartier Trois Maisons - Saint-Fiacre - Crosne - Vayringe pour les parcelles du côté impair. Débutant à son extrémité occidentale à l'intersection partagée avec la Grande-Rue, la rue Braconnot adopte une direction générale est-ouest. Elle finit à un carrefour avec les rues Grandville et Sigisbert-Adam, à proximité d'une entrée du parc de la Pépinière.

## Origine du nom
Elle porte le nom du chimiste Henri Braconnot (1781-1854).

## Historique
Cette rue a porté d'abord le nom de « rue de l'Opéra », en souvenir du théâtre construit par Léopold de
1707 à 1709, démoli par Stanislas, de 1738 à 1749, devenu une caserne puis une gendarmerie nationale.
La « rue de l'Opéra » devient la « rue Braconnot » le 7 février 1867.
Le célèbre animateur Stéphane Bern a effectué une partie de sa scolarité primaire dans l'école Braconnot, tandis que sa famille réside non loin, rue Grandville.